# Доротея Гонзага
Вижте пояснителната страница за други личности с името Доротея Гонзага.
Доротея Гонзага (на италиански: Dorotea Gonzaga; * 6 декември 1449, Мантуа; † 20 април 1467 пак там) от род Гонзага е принцеса от Маркграфство Мантуа.

## Произход
Тя е най-голямата дъщеря и третото дете на Лудовико III Гонзага (* 1412, † 1478), маркграф на Мантуа, и на принцеса Барбара фон Бранденбург (* 1423, † 1481) от Бранденбург-Кулмбах. По бащина линия е внучка на маркграф Джанфранческо I Гонзага и Паола Малатеста, а по майчина – на маркграф Йохан фон Бранденбург-Кулмбах „Алхимиста“ от род Хоенцолерни и Барбара фон Саксония-Витенберг. Има пет братя и пет сестри:
- Федерико I (* 1441; † 1484), 3-ти маркграф на Мантуа, съпруг на Маргарита Баварска
- Франческо (* ок. 1444; † 1483), кардинал, епископ на Бресаноне и после на Мантуа
- Паола Бианка (* 1445, † 1447)
- Джанфранческо (* 1446; † 1496), граф на Сабионета и на Родиго, съпруг на Антония дел Балцо
- Сузана (* 1447; † 1481), монахиня кларисинка в манастира „Санта Паола“ в Мантуа
- Чечилия (* 1451, † 1474), монахиня в манастира „Санта Киара“ в Мантуа
- Родолфо (* 1452; † 1495), господар на Кастильоне и на Солферино, съпруг на Антония Малатеста и на Катерина Пико дела Мирандола
- Барбара (* 1455; † 1503), херцогиня на Вюртемберг каот съпруга на Еберхард I
- Лудовико (* 1460; † 1511), епископ на Мантуа, маркграф на Кастел Гофредо, Кастильоне и Солферино
- Паола (* 1463; † 1497), графиня на Гориция като съпруга на Леонард фон Гьорц

## Биография
Доротея наследява името на леля си, кралицата на Дания, но в семейството я наричат с умалителното Деа.
Сестра ѝ Сузана на 3-годишна възраст е поискана от херцога на Милано Франческо I Сфорца за бъдеща булка на сина му Галеацо Мария. Това е договор, чиято политическа и престижна стойност е очевидна за Гонзага. Сфорца също смята за изгодно през онези години да се обвърже с династия, която всъщност е и ще бъде по-слаба от неговата собствена, но която е здраво вкоренена в своята държава с древен престиж и с несъмнена дипломатическа и военна полезност. Но когато семейният недъг (кифоза) започва да се появява в младото момиче, Сузана е заменена с Доротея през 1457 г. Ако при навършване на 15 г. (през септември 1457 г. срокът е преместен на 14 г.) Доротея не покаже никакви физически недъзи, бракът ще бъде сключен.
Между 1457 и 1461 г. контактите между Доротея и годеника ѝ са редовни и понякога нежни: Доротея, наричана „графиня“ по силата на годежа си с Галеацо Мария, граф на Павия, има редки, но повтарящи се епистоларни контакти с него и той ѝ праща подаръци и съобщения. През ноември 1458 г. маркиза Барбара Гонзага и Доротея отиват в Кремона като гостенки на херцогиня Бианка Мария Висконти и на нейния син за две седмици: тогава двамата годеници се срещат за първи път.
Първите признаци, че Милано може да промени мнението си относно целесъобразността на брака, започват да се появяват през лятото на 1461 г.: идването на Луи XI на френския престол поставя началото на все по-оживена серия от брачни предложения във френско-савойската област за принцовете Сфорца, които херцог Франческо не може да пренебрегне, съзнавайки, че има добри лични отношения с новия крал, но че все пак провежда антифренска и антианжуйска политика в Италия. През лятото на 1462 г. в Милано започват да се носят слухове, че Лудовико III Гонзага, бащата на Доротея, ще се постави в служба на Венецианската република, защото е раздразнен от колебанията на Франческо I Сфорца по отношение на брака, и в същото време се раждат първите съмнения у Сфорца относно физическата годност на Доротея.
На 21 септември 1463 г. Якопо да Галарате е изпратен от Милано в Мантуа, за да започне да урежда сватбата и да определи датата, но също така да поиска Доротея да премине медицински преглед, за да се установи физическата ѝ годност. Баща ѝ Лудовико III е твърдо против онова, което смята за оскърбление на честта. В края на ноември настъпва разрив поради отказа на Лудовико III да приеме процедурите за медицински преглед: на 5 декември миланският пратеник Герардо Коли обявява херцога на Милано и неговия син Галеацо Мария за освободени от всякакви ангажименти. Няколко дни по-късно Якопо да Палацо, подест на Комуна Мантуа и адвокат на Лудовико III Гонзага, отива в Милано, за да поиска от негово име разваляне на договора, сключен през март.
По-нататъшен опит за помиряване има през февруари 1464 г. – херцогиня Бианка Мария Висконти предлага на Барбара Гонзага да заведе Доротея в Кремона, където самата тя да прегледа момичето; това обаче се проваля поради желанието на Галеацо Мария за медицински преглед. Междувременно Франческо I Сфорца се колебае да освободи Лудовико III Гонзага от задълженията, договорени предходната година, докато Венецианската република води тайни и настоятелни преговори с Лудовико III, за да го привлече на своя служба. През март 1465 г., след неуспеха на по-нататъшната кремонска среща между Бианка Мария и Барбара, Лудовико III отново настоява Франческо I Сфорца да плати просрочените задължения за службата му в полза на Миланското херцогство.
Смъртта на Франческо I Сфорца (8 март 1466 г.) ускорява политическото „излекуване“ на разрива между Мантуа и Милано: Лудовико III се поставя официално в услуга на Фердинанд I Арагонски, крал на Неапол, който също е съюзник на новия херцог Галеацо Мария. Политическото сближаване, предизвикано от обещанието за значителни териториални увеличения за маркиза в случай на война с Венецианската република, също носи със себе си повторно появяване на възможността за брак: през април 1466 г. маркиза Барбара Гонзага отива в Милано, за да възобнови неофициално преговорите. Въпреки това през пролетта на 1467 г. Доротея се разболява, вероятно от маларийна треска, и умира през нощта между 19 и 20 април на 17 г.